# Makajapingo
Makajapingo is een dorp in het ressort Boven-Saramacca in Sipaliwini, Suriname. In het dorp wonen marrons van het volk Matawai.
In tegenstelling tot veel andere Matawai-dorpen in de omgeving, is de bevolking katholiek. Er is een kerk in het dorp, maar geen school of medische post.
Dorpen in de omgeving zijn Pakka-Pakka (5,5 km), Moetoetoetabriki (4,4 km), Tabrikiekondre (2 km), Stonkoe (2 km) en Warnakomoponafaja (1,3 km).
Bofe · Boslanti · Cabana · Heidoti · Kwattahede · Makajapingo · Mamadam · Misalibiekondre · Moetoetoetabriki · Nieuw-Jacobkondre · Oemakondre · Pakkapakka · Poesoegroenoe · Stonkoe · Villa Brazil